# Pik Pestrocvetnyj
Pik Pestrocvetnyj är en bergstopp i Antarktis. Den ligger i Västantarktis. Argentina, Chile och Storbritannien gör anspråk på området. Toppen på Pik Pestrocvetnyj är 1 151 meter över havet, eller 349 meter över den omgivande terrängen. Bredden vid basen är 2,6 km.
Terrängen runt Pik Pestrocvetnyj är varierad. Trakten är obefolkad. Det finns inga samhällen i närheten.